# Mordechaj Anielewicz

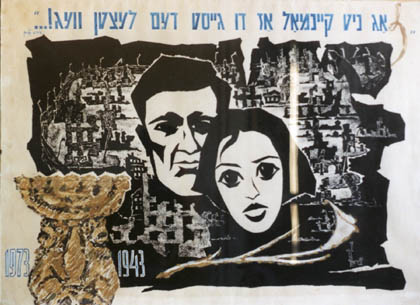
Målning föreställande Mordechaj Anielewicz och hans flickvän Mira Fuchrer.

Mordechaj Anielewicz (hebreiska: מרדכי אנילביץ'), född 1919 i Wyszków, död 8 maj 1943 i Warszawa, var en polsk motståndskämpe och ledare för Żydowska Organizacja Bojowa (ŻOB) som ledde upproret i Warszawas getto 1943.
Upproret inleddes den 19 april 1943, då SS ämnade likvidera gettot. Utsikterna för upproret var hopplösa och den 8 maj var ŻOB omringat. Omständigheterna kring Anielewicz död är oklara, men man antar att han begick självmord tillsammans med flera andra motståndskämpar, bland andra flickvännen Mira Fuchrer.

## Filmatiseringar
I TV-filmen Uprising från 2001 i regi av Jon Avnet spelas Anielewicz av Hank Azaria.